# Sorin Babii
Sorin Babii (Arad, 14 de novembro de 1963) é um atirador olímpico romeno, campeão olímpico.

## Carreira
Sorin Babii representou a Romênia nas Olimpíadas, de 1984 a 2004, conquistou a medalha de ouro na pistola 50m, em 1988.